# Vijay Deverakonda
1,0000Vijay Sai Deverakonda (Nacido 9 de mayo de 1989) es un actor de película indio sabido para sus trabajos en Telugu cine y Telugu teatro. Vijay Es más sabido para sus trabajos en Vida es Bonitos (2012), Yevade Subramanyam (2015), Pelli Choopulu (2016) cuál ganó el Premio de Película Nacional para Largometraje Mejor en Telugu para aquel año y Arjun Reddy (2017).

## Educación y vida tempranas
Vijay Devarakonda Nació en Achampet, Nagarkurnool distrito, Telangana. Junto con su hermano más joven, Vijay estuvo admitido a Sri Sathya Sai Escuela Secundaria más Alta en Puttaparthi, Anantapur distrito, Andhra Pradesh. Vijay Había gastado la mayoría de sus años formativos en esta escuela, fuera de familiar para cercano a 10 meses un año.
Vijay Abona el holistic entorno de aprendizaje aquí para hacerle el hombre  es hoy. Dice el entorno en escolar era pacífico y calma, sin teléfonos o T.V. Leyendo diario regularmente para mantener en fila de a de acontecimientos más tardíos, seguidos por jugar deporte, leyendo libros y muchas actividades, Vijay siente, le ayudó hone sus habilidades creativas. Sea aquí que Vijay desarrolló un inmenso gustando para storytelling, escribiendo y suplente. Después de su escolarización,  regrese a Hyderabad y persiguió su educación de Universidad de Joven de Flor Pequeña y Badruka Universidad de Comercio respectivamente.

## Vida personal
Vijay Tiene un hermano más joven Anand, quién trabaja con Deloitte en EE. UU. Su madre, Madhavi, es Proprietor de Hablar Fácil en Hyderabad, habilidades blandas, y entrenador de desarrollo de la personalidad. Vijay Considera su padre, Deverakonda Govardhan Rao,  una inspiración quién había provenido un pueblo pequeño a Hyderabad para devenir un actor y finalmente devenía un Serial de televisión y anuncio-director de película.

## Carrera
Vijay  primer serio entrar el mundo de diversión era su breve stint con un grupo de teatro llamó Sutradhar, basado fuera de Hyderabad. Él  un taller de 4 meses, el cual le dirigió a varios juegos en el Hyderabad circuito de teatro. Su largo estando la asociación era con Ingenium Dramatics. Pronto, él ventured a cine.
Vijay Jugó una función menor en Sekhar Kammula  la vida es Bonita. Sea en aquellos conjuntos que  consiga introducido a un director de ayudante en el tiempo, Nag Ashwin. Sea Nag Ashwin quién más tarde dio Vijay su breakthrough función en 2015 película Yevade Subramanyam junto a actor renombrado Nani. La película estuvo producida por las hijas de Ashwini Dutt, un productor principal en Telugu Industria de Película. Priyanka Dutt Vio su potencial y le respaldó, y una vez disparando empezado, Swapna Dutt le firmó a su compañía. La película fue en para ser un éxito importante con Vijay  retrato de Rishi corazones ganadores a través del Telugu estados, ganándole adulación grande entre seguidores y críticos igualmente.
Vijay Deverakonda  función de ventaja era con Pelli Choopulu un romántico venidero-de-artista de edad dirigido por Tharun Bhascker Dhaassyam, con Ritu Varma como la ventaja hembra. La película fue en para devenir un blockbuster golpe  y también Largometraje Mejor ganado en Telugu en 64.ª Película Nacional Premios. Su película reciente Arjun Reddy devenía un golpe de oficina de la caja.

## Filmografía
| Año  | Película           | Función                 | Notas |
| ---- | ------------------ | ----------------------- | ----- |
| 2011 | Nuvvilla           | Vishnu                  |       |
| 2012 | La vida es Bonita  | Ajay                    |       |
| 2014 | Madam Meerena      | Director (Cortometraje) |       |
| 2015 | Yevade Subramanyam | Rishi                   |       |
| 2016 | Pelli Choopulu     | Prashanth               |       |
| 2017 | Dwaraka            | Erra Seenu              |       |
| 2017 | Arjun Reddy        | Arjun Reddy             |       |
| 2017 | Mahanati           | Filmación               |       |